# Borkowo Wąskotorowe
Borkowo – zlikwidowany przystanek Sławieńskiej Kolei Powiatowej w Borkowie w województwie zachodniopomorskim, w Polsce. Przystanek został zlikwidowany w kwietniu 1945 roku.